# 魯德尼亞-比斯特拉
51°13′7″N 27°34′56″E / 51.21861°N 27.58222°E
魯德尼亞-比斯特拉（烏克蘭語：Рудня-Бистра），是烏克蘭北部的村莊，隸屬日托米爾州的科羅斯滕區。該村始建於1835年，面積0.57平方公里，海拔高度179米，2001年人口349，人口密度每平方公里612.3人。